# Culcua simulans
Culcua simulans är en tvåvingeart som beskrevs av Walker 1856. Culcua simulans ingår i släktet Culcua och familjen vapenflugor. Inga underarter finns listade i Catalogue of Life.